# محطة قطار الحروش
محطة الحروش هي محطة قطار جزائرية تقع في إقليم بلدية الحروش بولاية سكيكدة .

## موقع في السكك الحديدية
تَقع المحطة شمال مدينة الحروش على خط الجزائر-سكيكدة حيث تسبقها محطة عين بوزيان وتتبعها محطة صالح بوشعور .

## خدمة الركاب

### خدمة
محطة الحروش تخدمها:
- قطارات الخط الرئيسي لخط الجزائر - عنابة ؛
- القطارات الإقليمية للاتصالات:
  - قسنطينة - جيجل ؛
  - قسنطينة - سكيكدة  .

### الروابط الخارجية
- الموقع الرسمي للشركة الوطنية للنقل بالسكك الحديدية